# Остин, Кевин
Кевин Остин (англ. Kevin Austin; 12 февраля 1973, Хакни, Большой Лондон — 23 ноября 2018, Шеффилд, Йоркшир и Хамбер) — английский и тринидадский футболист, защитник.

## Карьера
На протяжении 20 лет защитник выступал за команды из низших английских лиг. За всю карьеру он провел лишь три матча в Чемпионшипе за «Барнсли». В 2000 году, когда футболист находился в аренде в «Брентфорде» ему поступило предложение принять гражданство Тринидада и Тобаго и выступать за ее национальную сборную. Остин принял это предложение и в ноябре 2000 года дебютировал за «воинов сока» в матче отборочного этапа Чемпионата мира по футболу 2002 года против Панамы (1:0). Однако из-за повреждения игрок на некоторое время перестал вызываться в сборную. Травма также помешала Остину пройти медицинское обследования для перехода в «Оксфорд Юнайтед». Всего за тринидадцев он в разное время провел семь игр. Благодаря своим внушительным габаритом партнеры по командам прозвали футболиста «вышибалой».
После завершения футбольной карьеры Остин некоторое время работал тренером юношей клуба «Сканторп Юнайтед».

## Смерть
В апреле 2017 года бывший футболист был госпитализирован в больницу, где у него выявили рак поджелудочной железы. Через полтора года Кевин Остин скончался в возрасте 45 лет.

## Достижения
- Обладатель Трофея футбольной лиги: 2005/06